# Ponchera

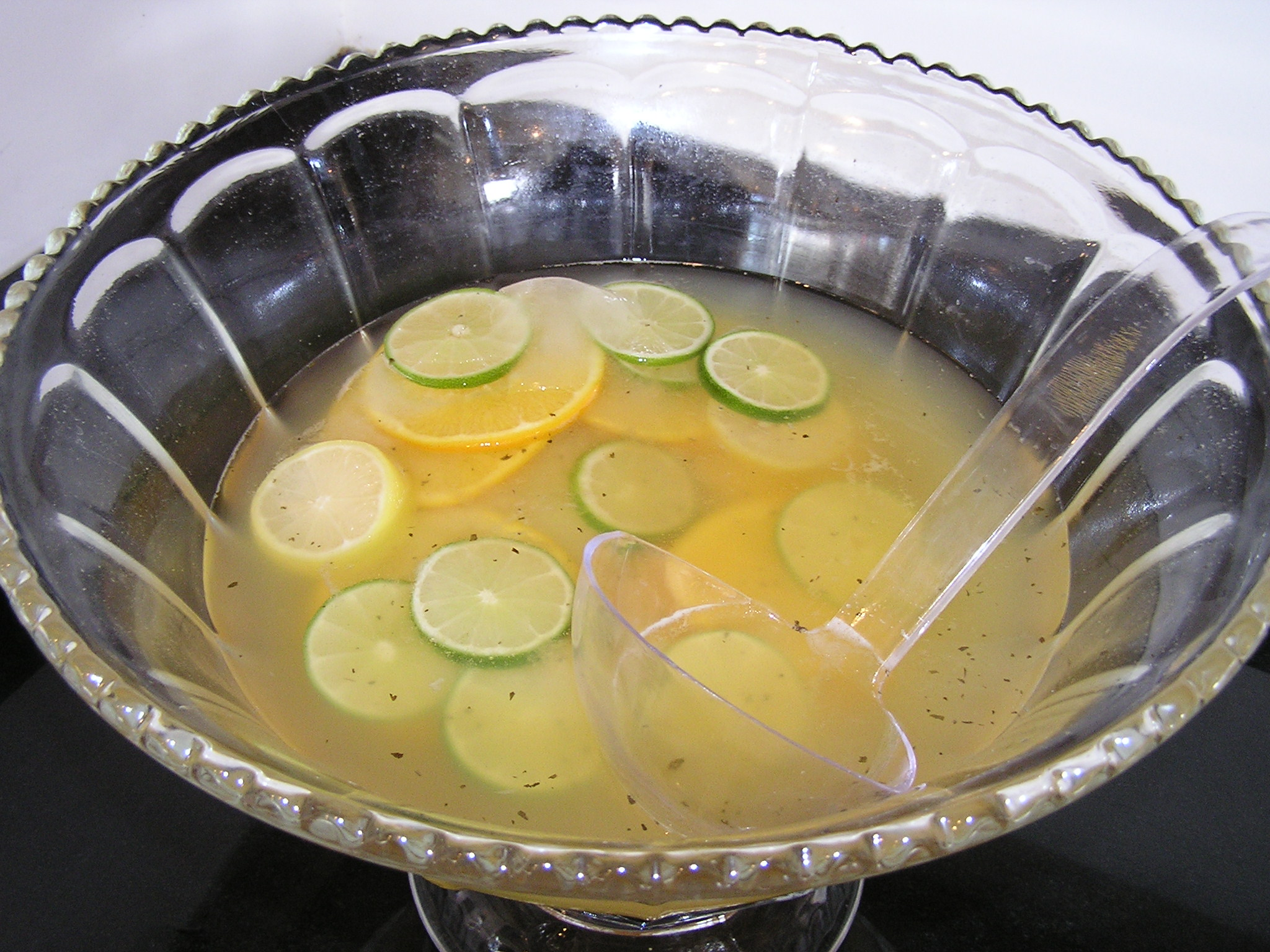
Ponche de naranja, lima y limón, con Bourbon.

Ponchera es un recipiente en forma de amplio vaso semiesférico sobre un pie proporcional a sus dimensiones, que se utiliza para preparar y servir ponche o bebidas similares. Se complementa con un cucharón y algunos ejemplares disponen de una tapa y vienen acompañados por un conjunto de pequeños cuencos o tacitas. Su nombre deriva de "ponche", palabra de origen inglés punch y este del hindi pãč, ‘cinco’, número original de sus ingredientes.

## Por países

### Argentina
En Argentina las poncheras son muy populares ya que estas son utilizadas para servir desde allí el clericó, un tipo de ponche introducido por los inmigrantes británicos radicados en ese país que se prepara con vino tinto, el cual es típicamente consumido durante las celebraciones familiares de Navidad y Año Nuevo. Estas poncheras suelen ser de cristal tallado y es común que las familias las exhiban en el comedor formal durante todo el resto del año. El espacio de guardado que eventualmente ocuparían durante tantos meses y, en simultáneo, el valor decorativo que efectivamente tienen los modelos más elaborados, han hecho que sea habitual lucirlas sobre algún mueble.

### España

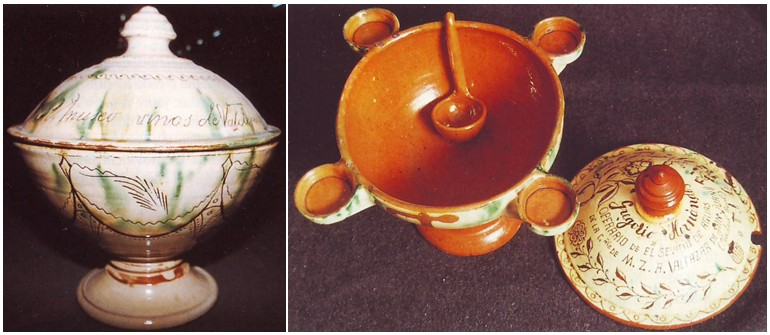
Poncheras. Izq: ponchera del Museo de Vinos de Valdepeñas, obra del alfarero Basiliso Tellez Bonillo (hacia 1960). Drcha: tres piezas (fuente, tapa y cucharón) de una ponchera de cuatro puestos, decorada con ramos, escenas y detalles como su precio (5 pesetas). Hecha en Santa Cruz de Mudela (Ciudad Real, España), en 1912.

En alfarería popular está considerado vasija de la familia de los barreños, con apariencia de lebrillo, de forma troncocónica e interior semiesférico, típica para preparar el ponche manchego y otras bebidas estivales como la cuerva, la zurra, la limonada y diferentes tipos de sangría, entre otros ponches populares tradicionales.

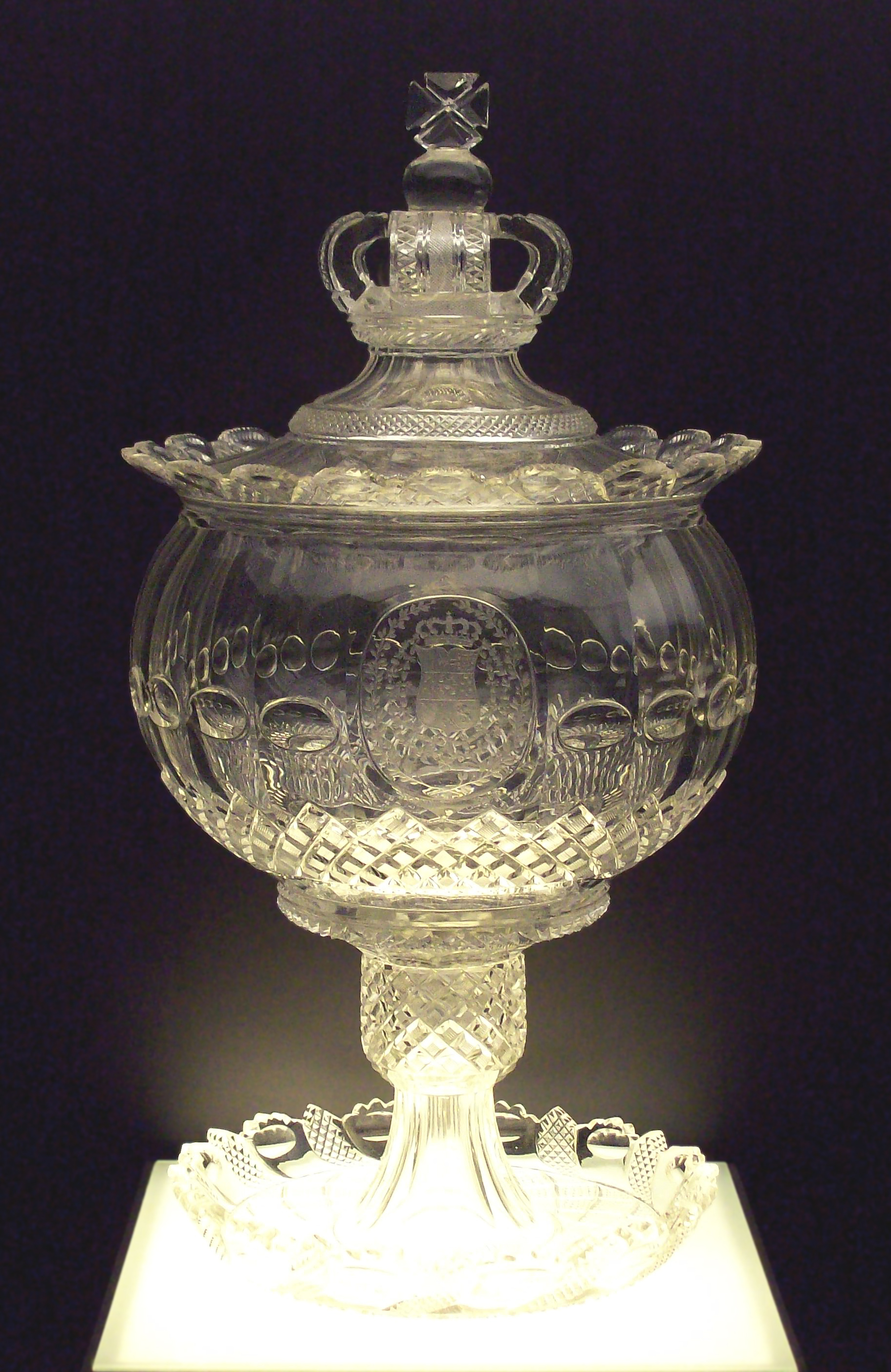
Ponchera elaborada en Baccarat (1830) para la Casa Real Española.